# Нікола
Ніко́ла (рос. Никола) — річка в Росії, Республіка Саха (Якутія).
Річка протікає в південній частині Котельного острова з групи Новосибірських островів. Починається в центрі острова й тече на південний схід. Впадає до бухти Якова Смірницького, що відкривається в Санникову протоку Східно-Сибірського моря.
Верхів'я влітку пересихає, після позначки урізу в 109 м тече постійним руслом. Середня течія звивиста, проходить через вузьку ущелину висотою 5-6 м. Тут ширина русла становить 10 м, глибина 0,5 м, дно вкрите заростями водоростей.
Після впадання зліва притоки Ліва Нікола річище розширюється і в гирлі сягає до 300 м. В нижній ділянці річки міститься 5 піщаних наносних острова. Один з них досить великий і має своє внутрішнє озеро. Глибина в гирлі становить 1,2 м, дно піщане. При самому впаданні до річки прилучається один з рукавів сусідньої річки Баликтах.
| Росія | Це незавершена стаття з географії Росії. Ви можете допомогти проєкту, виправивши або дописавши її. |